# 実効ポーランド空間
数理論理学において実効ポーランド空間 (英: effective Polish space) とは、可分な完備距離空間であって計算可能な表示をもつものである。この空間のクラスは主にエフェクティブ記述集合論と構成的解析学で研究されている。特に、ポーランド空間の標準的な例は全て、実効ポーランド空間である。

## 定義
実効ポーランド空間とは、可分な完備距離空間 X であって、その距離を d とおくとき、可算な稠密集合 C = (c0, c1,...) が存在して以下の2つの {\displaystyle \mathbb {N} ^{4}} 上の関係が計算可能になるものである (Moschovakis 2009:96-7):
{\displaystyle P(i,j,k,m)\equiv d(c_{i},c_{j})\leq {\frac {m}{k+1}}}
{\displaystyle Q(i,j,k,m)\equiv d(c_{i},c_{j})<{\frac {m}{k+1}}}